# Anna Zadrożyńska

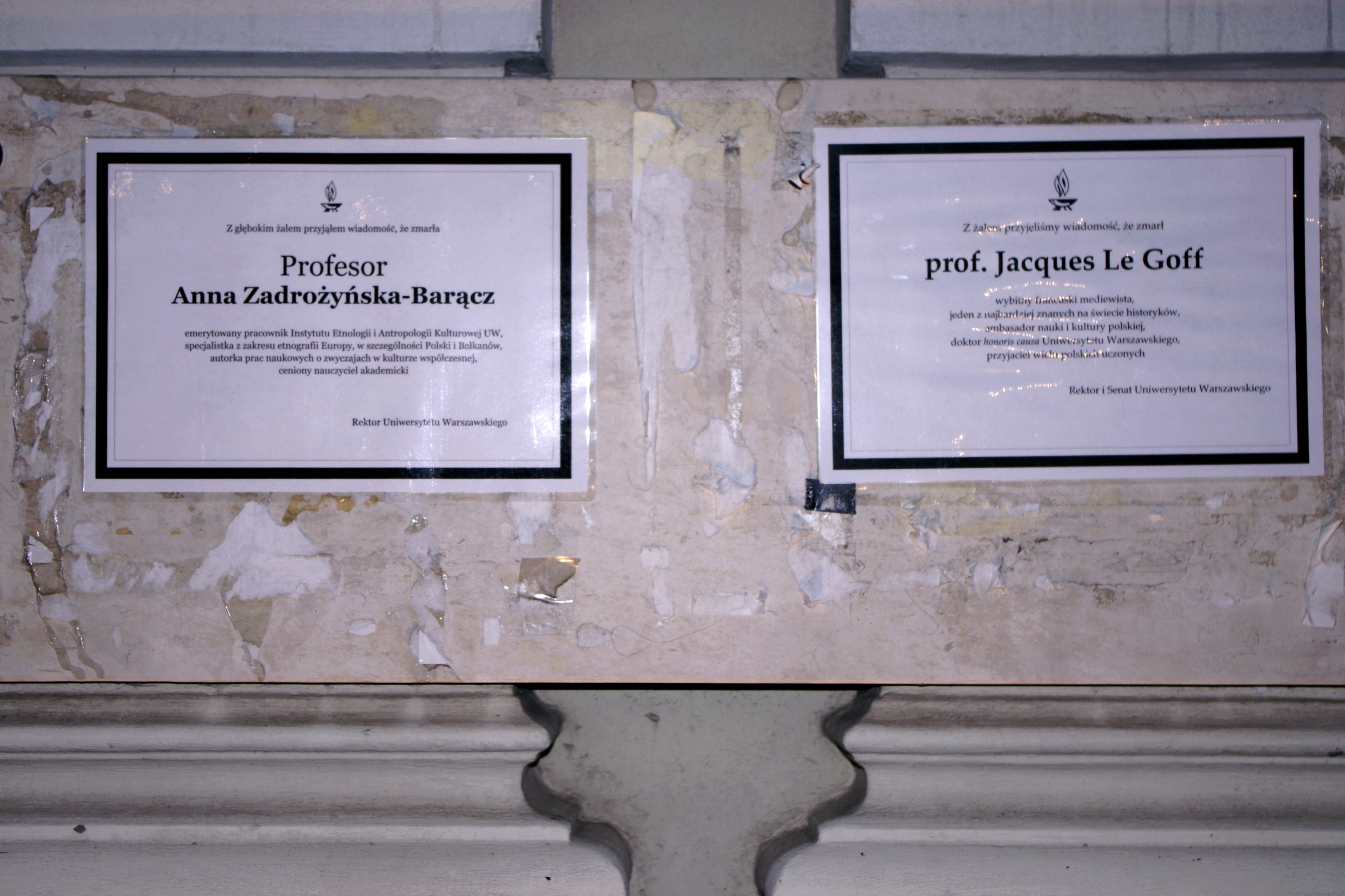
Nekrolog francuskiego historyka Jacques’a Le Goffa oraz prof. Anny Zadrożyńskiej na bramie Uniwersytetu Warszawskiego na Krakowskim Przedmieściu w Warszawie

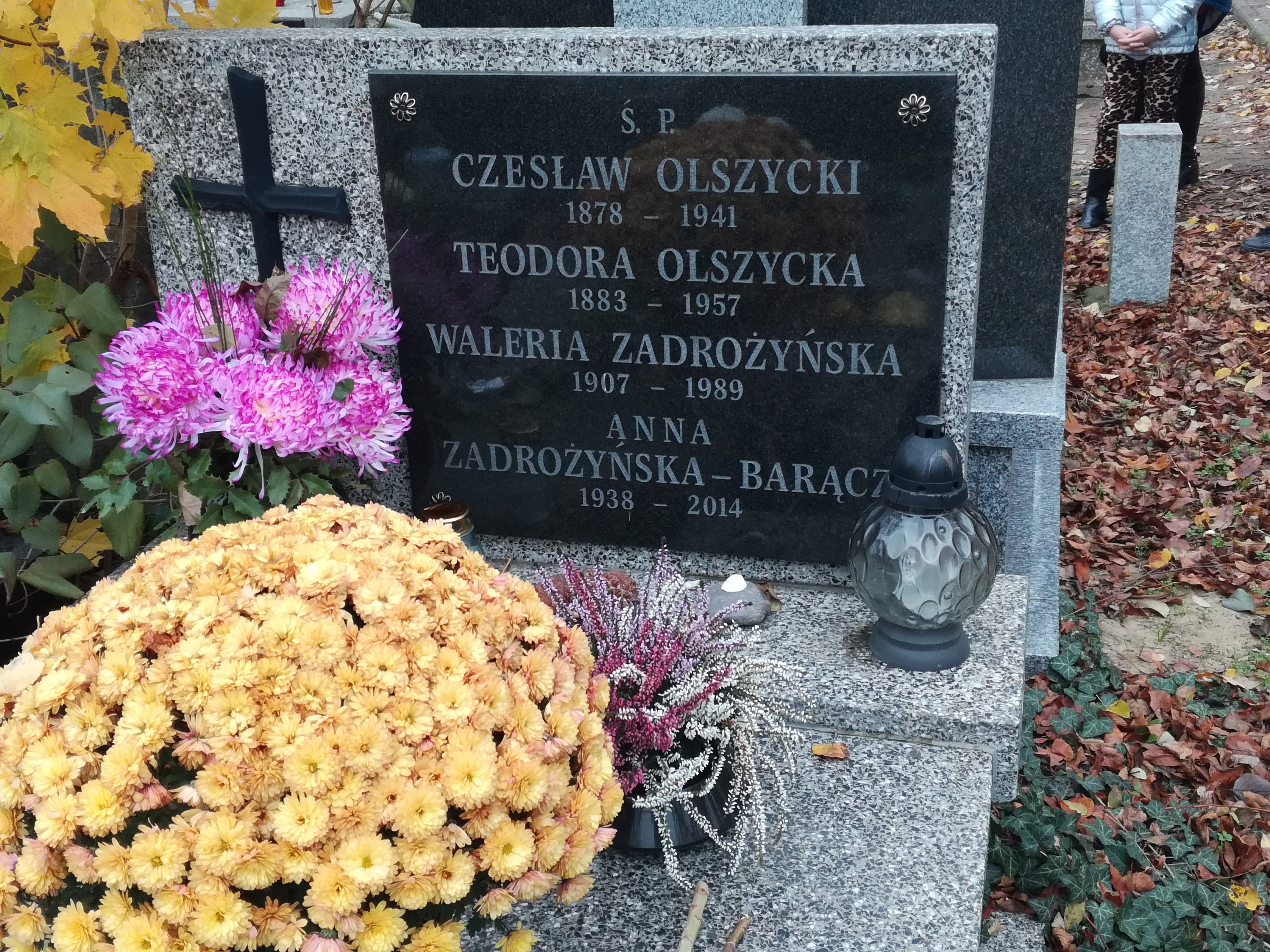
Grób prof. Anny Zadrożyńskiej-Barącz na cmentarzu Bródnowskim

Anna Jadwiga Zadrożyńska-Barącz (ur. 31 maja 1938 w Warszawie, zm. 30 marca 2014) – etnolog, profesor nauk humanistycznych, nauczyciel akademicki w Instytucie Etnologii i Antropologii Kulturowej na Uniwersytecie Warszawskim, autorka i redaktorka kilkunastu książek, a także tłumaczka wielu prac etnologicznych i antropologicznych. Zajmowała się antropologią współczesności, pisała o przemianach obyczajowości i tradycji polskiej.

## Biogram
Urodziła się w rodzinie inżyniera Teodora Zadrożyńskiego i malarki Walerii z domu Olszyckiej. Absolwentka liceum Sióstr Zmartwychwstanek, choć egzamin maturalny zdawała w V LO im. Księcia Józefa Poniatowskiego. Studia rozpoczęła na Wydziale Łączności (obecnie Elektroniki) Politechniki Warszawskiej. Po zaliczeniu czterech semestrów w 1958 rozpoczęła studia etnograficzne na Wydziale Historycznym UW. Ukończyła je w 1963, przedstawiając pracę magisterską Warunki powodujące zanik tradycyjnego ubioru ludowego na Podlasiu w II połowie XIX wieku (promotor: Witold Dynowski).
Przez całe zawodowe życie związana była z Katedrą, a później Instytutem Etnologii i Antropologii Kulturowej UW. 1 października 1963 rozpoczęła pracę jako asystentka w Katedrze Etnografii UW. W 1972 uzyskała stopień doktora nauk humanistycznych w zakresie etnologii na podstawie rozprawy Motywy zawarcia i oceny małżeństwa a system wartościowania współczesnych społeczności wiejskich w Polsce (promotor Witold Dynowski). W 1983 r. uzyskała stopień doktora habilitowanego (tytuł rozprawy habilitacyjnej Homo faber i homo ludens. Etnologiczny szkic o pracy w kulturach tradycyjnej i współczesnej). W 1991 została zatrudniona na stanowisku profesor nadzwyczajnej. 24 stycznia 1997 otrzymała tytuł profesorski, a w 2002 została profesor zwyczajną UW. Wypromowała doktoraty m.in. Anny Malewskiej-Szałygin, Joanny Tokarskiej-Bakir, Elżbiety Szot-Radziszewskiej.
Otrzymała w roku 1983 Złoty Krzyż Zasługi, a w 2001 została odznaczona Krzyżem Kawalerskim Orderu Odrodzenia Polski.
Zmarła 30 marca 2014. Pochowana na cmentarzu Bródnowskim (kwatera 26H, rząd 2, grób 1).

## Wybrane publikacje

### Książki
- Damy i galanci. O polskich zwyczajach towarzyskich, Wydawnictwo Książkowe „Twój Styl”, Warszawa 2004.
- (z Krzysztofem Braunem) Zielnik świętowań polskich, Wydawnictwo Książkowe „Twój Styl”, Warszawa 2003.
- (z Krzysztofem Wrocławskim i T. Vrazinowskim) Ludowe obrzędy i podania. Etnograficzne i folklorystyczne studia porównawcze wsi polskiej i macedońskiej, Instytut Etnologii i Antropologii Kulturowej UW, Warszawa 2002.
- Świętowania polskie. Przewodnik po tradycji, Wydawnictwo Książkowe „Twój Styl”, Warszawa 2002.
- Targowisko różności. Spojrzenie na kulturę współczesną, Wydawnictwo Książkowe „Twój Styl”, Warszawa 2001.
- Światy, zaświaty. O tradycji świętowań w Polsce, Wydawnictwo Książkowe „Twój Styl”, Warszawa 2000.
- Tradycje świąt dorocznych, Wydawnictwo Dolnośląskie, Wrocław 1997.
- Powtarzać czas początku, cz.II: O polskiej tradycji obrzędów ludzkiego życia, Wydawnictwo Spółdzielcze, Warszawa 1988.
- Powtarzać czas początku, cz.I: O świętowaniu świąt dorocznych w Polsce, Wydawnictwo Spółdzielcze, Warszawa 1986.
- Homo faber i homo ludens. Etnologiczny szkic o pracy w kulturach tradycyjnej i współczesnej, Państwowe Wydawnictwo Naukowe, Warszawa 1983.
- (z Tadeuszem Maciejem Ciołkiem i Jackiem Olędzkim) Wyrzeczysko. O świętowaniu w Polsce, Ludowa Spółdzielnia Wydawnicza, Warszawa 1976.
- Zawarcie małżeństwa. Analiza systemu wartościowania, Wydawnictwo Uniwersytetu Warszawskiego, Warszawa 1974.

### Redakcja
- Pośród chaosu. Antropologiczne refleksje nad współczesnością, pod red. A. Zadrożyńskiej, Instytut Etnologii i Antropologii Kulturowej Uniwersytetu Warszawskiego, Wydawnictwo DiG, Warszawa 2011.
- Łańcuch tradycji. Teksty wybrane, Cezaria Baudouin de Courtenay-Ehrenkreutz-Jędrzejewiczowa, wybór L. Mróz i A. Zadrożyńska, Wydawnictwa Uniwersytetu Warszawskiego, 2005.
- Horyzonty antropologii kultury. Tom w darze dla profesor Zofii Sokolewicz, pod red. J. S. Wasilewski, A. Zadrożyńska, A. Bruczkowska, Instytut Etnologii i Antropologii Kulturowej Uniwersytetu Warszawskiego, Wydawnictwo DiG, Warszawa 2005.